# Audio Unit
L'Audio Unit, norme élaborée par la société Apple, est une architecture de plugins pour les logiciels audio fonctionnant avec les systèmes d'exploitation macOS et iOS.  
L'Audio Unit concurrence la norme VST de Steinberg sur les plateformes audionumériques fonctionnant avec OS X. Il est pris en charge par Logic Pro, séquenceur d'Apple mais également par Soundtrack Pro, Digital Performer, Bias Peak, Ableton Live, Studio One, entre autres. Cubase, en revanche, n'est pas doté d'Audio Unit et se contente de la norme propriétaire VST de son développeur Steinberg.
Ces plugins sont des effets audio (réverbération, compression dynamique, EQ, etc.) ou des instruments virtuels (synthétiseurs, échantillonneurs, par exemple) pouvant être commandés par MIDI .